# Gloucester Castle

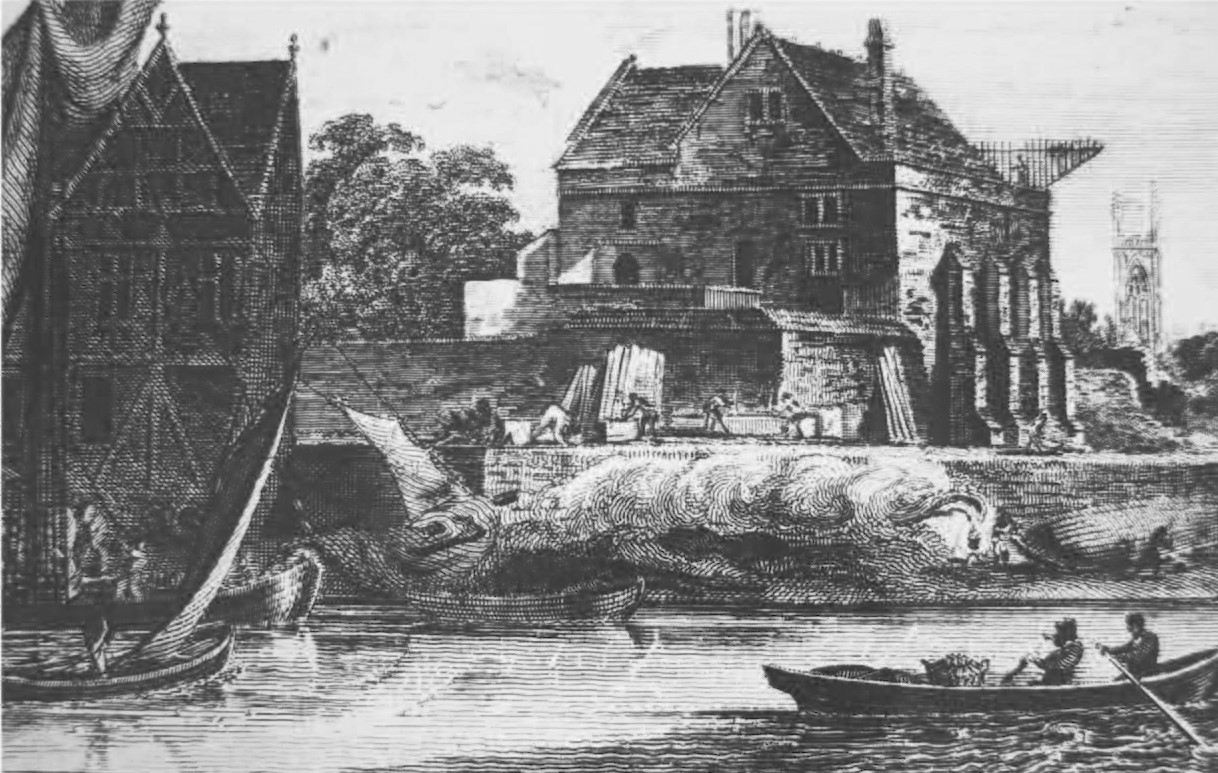
Der als Gefängnis genutzte Keep der Burg im 18. Jahrhundert. Zeichnung von 1819

Gloucester Castle war eine Burg in der Stadt Gloucester in Großbritannien. Die Burg diente im 13. Jahrhundert zeitweise als königliche Residenz und spielte während des Zweiten Kriegs der Barone eine bedeutende Rolle.

## Geschichte

### Normannische Burg nach der Eroberung Englands
Gloucester Castle wurde als königliche Burg vermutlich nach der normannischen Eroberung als Erd- und Holzbefestigung an der südwestlichen Ecke der römischen Stadtmauer zur Beherrschung der Stadt errichtet. Erbauer der Burg war wahrscheinlich der Sheriff von Gloucestershire, Roger de Pitres. Im Domesday Book von 1086 wird sie erstmals erwähnt, für den Bau der Burg mussten 16 Häuser der Stadt zerstört werden. Vor 1100 wurde der Standort der Burg durch Walter de Gloucester weiter westlich außerhalb der ehemaligen römischen Stadtmauer an das Ufer des Severn verlegt. An dieser Stelle befand sich zuvor ein Garten der Abtei St Peter, dazu mussten acht Häuser abgerissen werden. Vermutlich um diese Zeit entstand der massige, quadratische Keep. Während der Anarchy nach dem Tod von König Heinrich I. war die Burg unter Miles de Gloucester einer der Hauptstützpunkte der Partei der Kaiserin Matilde und wurde entsprechend verstärkt. Nach dem Tod von Miles de Gloucester erbte sein Sohn Roger Fitzmiles, 2. Earl of Hereford das Amt des Constablers der Burg. Nachdem Roger Fitzmiles 1155 ohne männliche Nachkommen gestorben war, fiel die Burg wieder an die Krone.

### Ausbau unter König Heinrich III.
König Heinrich III. nutzte die Burg spätestens ab 1233 mehrfach als Residenz. Um diese Zeit war die Burg von einem Graben und einer Ringmauer mit mehreren Türmen und drei Toren umgeben. Der Keep wurde um 1230 erhöht, dazu wurden in den 1240er und 1250er Jahren eine neue Wohnhalle, eine Kapelle sowie weitere Gebäude zur Unterbringung des Königs und seines Hofstaats errichtet. Der Keep diente zeitweise als Wohnung für Eleonore von der Bretagne, der wegen ihres Thronanspruchs in Gefangenschaft gehaltene Cousine des Königs.

### Umkämpfte Burg zu Beginns des Kriegs der Barone
Während des Zweiten Kriegs der Barone wurde die strategisch wichtig gelegene Burg mehrfach umkämpft. 1262 wurde die Burg für den König von dem französischen Ritter Maci de Besile (Mathias Bezil), Sheriff von Gloucestershire und Constable der Burg, gehalten. Die ersten Kämpfe des Zweiten Kriegs der Barone begannen 1262, als eine Streitmacht der rebellischen Barone die nur schwach besetzte Burg eroberte und Besile gefangen nahm. Besile konnte jedoch aus der Gefangenschaft flüchten und kehrte mit einer königlichen Streitmacht zurück. Mit dieser konnte er rasch die Burg zurückerobern und William de Tracy, den von den Rebellen eingesetzten Constable, gefangen nehmen. Im Juni oder Juli 1263 wurde die Burg erneut von einer Armee der Rebellen unter John Giffard, 1. Baron Giffard und Roger de Clifford nach heftiger viertägiger Belagerung erobert. Zwar konnte sich die Besatzung unter Besile noch in den Keep zurückziehen, doch dieser wurde schließlich auch gestürmt und Besile musste sich ergeben. Die Rebellen ernannten nun Roger de Clifford zum Constable der Burg, doch dieser wechselte nach einem Besuch des Thronfolgers Eduard im Dezember 1263 die Seiten und übergab die Burg wieder an den König.

### Belagerung von Anfang 1264
Im Februar 1264 marschierte ein Heer der Rebellen unter Henry und Simon de Montfort, zwei Söhne von Simon de Montfort, 6. Earl of Leicester, dem Führer der Rebellion, sowie unter John Giffard und John Balun nach Wales, um ihr Heer mit den Truppen des walisischen Fürsten Llywelyn ap Gruffydd zu vereinigen. Sie beschlossen, einen Angriff auf Gloucester zu wagen und durch eine Kriegslist konnten Giffard und Balun ein Stadttor besetzen. Die Rebellen konnten dadurch die Stadt erobern, doch es gelang ihnen nicht, die von Clifford gehaltene Burg zu stürmen. Daraufhin zog der Thronfolger Prinz Eduard Anfang März unverzüglich mit einem Entsatzheer von Oxford nach Gloucester. Er versuchte zunächst, das westliche Tor der Stadt zu stürmen, doch trotz eines Ausfalls der Burgbesatzung scheiterte der Angriff. Daraufhin ließ er einen Teil seiner Truppen mit einem Schiff über den Severn setzen, damit sie über den Fluss von Westen her die Burg entsetzen konnten. Nachdem die königlichen Truppen so in die Burg gelangen konnten, beschossen sie von der Burg aus die Stadt mit Belagerungsmaschinen, so dass die rebellischen Barone einem Waffenstillstand zustimmen mussten. Simon und Henry de Montfort zogen schließlich aus der Stadt ab. Prinz Eduard ließ die Burg verstärken und den Burggraben erneuern. Dazu ließ er zahlreiche Häuser im Vorfeld der Burg abreißen, um der Burgbesatzung freies Schussfeld zu geben. Die Besitzer der Häuser, darunter Llanthony Secunda Priory, wurden für diese Zerstörungen erst 200 Jahre später unter König Heinrich VII. entschädigt. Nachdem Prinz Eduard so die Befestigungen der Burg verbessert hatte, verstärkte er die Besatzung der Burg auf bis zu drei Ritter, 21 Men-at-arms, 14 Armbrustschützen sowie 60 walisische und englische Infanteristen. Diese starke Besatzung hielt unter Clifford die Burg auch nach dem entscheidenden Sieg der Rebellen in der Schlacht von Lewes im Mai 1264 für den König. Erst im Dezember konnten Gilbert de Clare und Montfort Clifford überreden, sich zu übergeben. Clifford schloss sich nicht den Rebellen an, sondern ging nach Irland ins Exil.

### Belagerung von Juni 1265
Nachdem im Mai 1265 der bei Lewes in die Gewalt der Rebellen geratene Prinz Eduard aus der Gefangenschaft entkommen war, sandte Montfort ein über 300 Mann starkes Heer nach Gloucester, um die Garnison zu verstärken. Nur einen Tag nach ihrer Ankunft erreichte am 10. Juni 1265 ein königliches Heer unter Prinz Eduard die Stadt und begann unverzüglich mit der Belagerung von Stadt und Burg. Nach heftigen Angriffen konnten die königlichen Truppen die Stadtmauer im Norden überwinden. Die Garnison unter Grimbald Pauncefoot und Geoffrey de Lacy zog sich in die Burg zurück. Daraufhin begann Prinz Eduard mit der Belagerung der Burg. Er ließ zunächst die Zufahrtswege zur Burg durch Barrikaden abriegeln. Anschließend ließ er die Burg von der Stadt aus mit Mangonels beschießen, während sie vom westlichen Ufer des Severn aus von mehreren Trebuchets mit Steinen und Brandsätzen beschossen wurde. Nach drei Wochen Belagerung war die Burg schwer beschädigt worden, auch der Keep war durch einen Brand zerstört worden. Die Angreifer begannen nun den Graben zur Stadt zu verfüllen, um das Haupttor durch Feuer zu zerstören. Mit Hilfe eines Rammbocks wurde das Tor schließlich aufgebrochen. Die durch den Beschuss zermürbte Besatzung musste sich letztlich ergeben. Prinz Eduard gewährte der Besatzung freien Abzug unter der Bedingung, nicht innerhalb von 40 Tagen erneut zu den Waffen zu greifen. Den gegnerischen Burgkommandanten Grimbald Pauncefoot schlug er sogar zum Ritter.
Die Eroberung von Gloucester hatte entscheidende Auswirkungen auf den weiteren Verlauf des Krieges. Montfort, der sich westlich des Severn befand, war durch die Eroberung der Burg der Übergang über den Fluss versperrt und konnte sich nicht mit den Truppen seines gleichnamigen Sohns Simon vereinen. Er versuchte zunächst, den Severn weiter südlich von Gloucester zu überqueren, doch fand er dafür nicht ausreichend Boote. Prinz Eduard marschierte dagegen mit seinem Heer nach Kenilworth, wo er den jüngeren Simon de Montfort besiegte. Die starke Burgbesatzung von Gloucester konnte sich noch kurz vor der Schlacht von Evesham den königlichen Truppen unter Roger Mortimer anschließen. Diese Truppen verhinderte mit ihrem Anmarsch von Westen eine Flucht Montforts nach Westen über den River Avon.

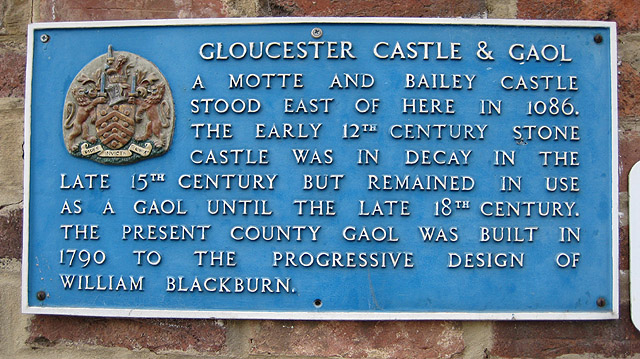
Tafel an der Außenmauer des Gefängnisses von Gloucester

### Die Burg nach dem Krieg der Barone
Nach dem Sieg der königlichen Truppen bei Evesham ließ Prinz Eduard die beschädigte Burg sowie die Stadtmauern erneuern. Die bei der Belagerung von 1265 ausgebrannten beiden oberen Stockwerke des Keeps wurden vermutlich erst im 14. Jahrhundert instand gesetzt. Danach wurde die Burg nur noch wenig verändert. Nach dem Tod von König Heinrich III. diente sie als Witwensitz von Königin Eleonore und nach dem Tod von König Eduard I. als Witwensitz von Königin Margarethe. Dazu diente sie als Gefängnis. Im 14. Jahrhundert war die Burg so vernachlässigt, dass König Richard II. anlässlich eines Besuchs in Gloucester in Llanthony Secunda Priory übernachtete, während sein Gefolge in der Abtei St Peter untergebracht wurde. Unter König Eduard IV. wurde die Burg nach 1460 noch einmal instand gesetzt, doch nach dem Ende der Rosenkriege hatte sie ihre militärische Bedeutung verloren. Sie diente nur noch als Gefängnis und wurde wieder vernachlässigt.

### Verfall und Abriss der Burg in der Neuzeit

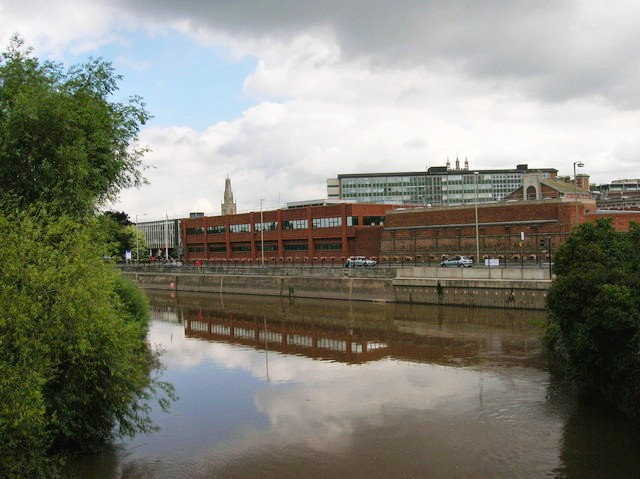
Gloucester Prison an der Stelle der ehemaligen Burg, Foto von 2007

Ende des 15. Jahrhunderts wurde das Amt des Constables der Burg mit dem Amt des Gefängnisaufsehers verknüpft. Ab 1489 dienten Teile der Burg als Steinbruch. Nachdem zunächst die Gebäude im Burghof abgerissen worden waren, wurde in den 1630er und 1640er Jahren die Ringmauer abgerissen. Um die Mitte des 17. Jahrhunderts waren von der Burg nur noch der als Gefängnis genutzte ehemalige Keep sowie das Haupttor erhalten. Nachdem die Haftbedingungen in dem mittelalterlichen Turm bemängelt wurden, wurde bis 1791 auf dem ehemaligen Burggelände ein neues Gefängnis errichtet. Ab 1787 begann der Abriss des alten Keep. Durch Erweiterungen im 19. Jahrhundert wurde das ehemalige Burggelände weiter von den Gefängnisgebäuden überbaut. Diese Gebäude wurden mehrmals erneuert, bis das Gefängnis 2013 geschlossen wurde.

## Anlage
Die erste normannische Burg befand sich an der Stelle der heutigen Barbican Road und war eine Motte. Ausgrabungen im 20. Jahrhundert ergaben, dass der Burghügel einen Durchmesser von bis zu 50 m hatte und von einem Graben umgeben war. Östlich des Burghügels befand sich ein etwa 111 mal 90 m weiter, rechteckigen Burghof. Die Burg war mit Wall und einem bis zu 8 m weiten Graben befestigt, das Burgtor befand sich an der östlichen Seite.
Die zweite Burg lag an der westlichen Ecke der alten römischen Stadtmauer am Ostufer des Severn und kontrollierte die Anlegestelle der Stadt. Sie bestand aus einem mächtigen steinernen Keep, der von einer unregelmäßigen Ringmauer mit mehreren Türmen und bis zu drei Toren umgeben war. Die Ringmauern umschlossen ein etwa 100 mal 120 m großes Gelände. Das Haupttor lag im Nordosten der Burg und war durch zwei Torhäuser gesichert. Im Westen der Burg befand sich ein weiteres kleines Tor, von dem aus eine Brücke über den Severn führte. Am westlichen Ufer des Flusses befand sich vermutlich ein steinernes Vorwerk. Im Süden führte ein Tor zu einer Straße nach Llanthony Secunda Priory. Die Ringmauern sollen bis zu über 10 m hoch und 2 m dick gewesen sein, vermutlich war der weite Innenhof noch durch weitere Mauern unterteilt. Die Ringmauer wurde im 17. Jahrhundert zugunsten einer einfacheren Gefängnismauer niedergelegt. Ab Ende des 18. Jahrhunderts entstand auf dem Burggelände ein neues Gefängnis, wofür auch der Keep niedergelegt wurde. Von der Burg sind keine sichtbaren Reste erhalten.